# Hotfunkboys
Hotfunkboys, pseudonimo di Jean Marie Carrabba (Roma, 20 novembre 1982), è un disc jockey, dj producer e remixer italiano.

## Biografia
Nasce a Roma nel 1982. A sedici anni, lascia l'Italia e si trasferisce in California, a San Diego, dove inizia a interessarsi alla musica house. Nel 2001 si trasferisce a Londra, dove viene notato da George Mitchell e Steven Ritch, due produttori locali, e inizia a tenere dei DJ set. Nello stesso anno, adotta lo pseudonimo Hotfunkboys.
Nel 2005 Hotfunkboys inizia a promuovere il DJ-KLUB, evento che riscuote un discreto successo e che gli consente di farsi conoscere nel mondo della house music. Un anno dopo, viene notato da un produttore spagnolo e si trasferisce a Palma di Maiorca, dove inaugura il suo studio di produzione DJ-HOME. Nel 2010 inizia una collaborazione con la cantante spagnola Melillavox.
Nel 2011 fonda la propria etichetta discografica, la Overmind Tracks, con sede a Milano. Collabora con artisti come Hardwell, Joe T Vannelli, Carl Cox, Danny Tenaglia e DJ Matrix, col quale pubblica tre singoli.
Nel settembre 2015 inizia una collaborazione con DJ Tilo e pubblica due singoli, Sexy Mama e Mikonos. Nel 2016, abbandona lo pseudonimo Hotfunkboys e inizia a esibirsi come Jean Marie.
Nel 2017 entra nell'organico artistico del OnelifeGroup e partecipa all'Ultra Music Europe in Croazia, replicando l'esperienza l'anno successivo.

## Discografia

### Singoli
- 2008 - Cross the line (Darkside Digital Records)
- 2009 - Drugscope (Darkside Digital Records)
- 2009 - Freakin'love (2Real)
- 2011 - Wild things (Interscope Digital)
- 2011 - 3wordz (Real Records)
- 2011 - Off limits (feat. MelillaVoX) (Real Records)
- 2011 - Funky bit (Overmind Tracks)
- 2011 - Seahorse (feat. Blasterz) (Overmind Tracks)
- 2011 - Off Limits (feat. MelillaVoX e Blasterz) (Overmind Tracks)
- 2011 - Palma Groove (feat. Javi Colors) (Overmind Tracks)
- 2011 - Monday (feat. Vincenzo Valterini) (Overmind Tracks)
- 2012 - Smackdown (feat. MelillaVoX) (Overmind Tracks)
- 2012 - 3wordz (feat. Blasterz) (Overmind Tracks)
- 2012 - Smackdown (feat. MelillaVoX e Dj Solovey) (Overmind Tracks)
- 2012 - Drugscope (feat. Blasterz) (Overmind Tracks)
- 2012 - Beatfree (feat. Blasterz e MelillaVoX) (Overmind Tracks)
- 2012 - Vaffunkhauz (Overmind Tracks)
- 2012 - My Base (feat. Alliwim) (Overmind Tracks)
- 2012 - 3wordz – Ricktronik Remix (Overmind Tracks)
- 2015 - Sexy Mama (feat. Acero MC, Zero, DJ Tilo) (Overmind Tracks)
- 2016 - Mykonos (feat. DJ Tilo) (Blanco y Negro Music)

### Remix
- Crop the bass (blasterz) – hotfunk fiesta remix – 2011 (Overmind Tracks)
- Bleeding knees (blasterz) – hotfunk bloody hell mix – 2011 (Overmind Tracks)
- Lighter (blasterz) – hotfunk jungle remix – 2011 (Overmind Tracks)
- Fuck the musly (blasterz) – fuck Me2 remix – 2011 (Overmind Tracks)
- Give me a blue rope (blasterz & simone visani) – hotfunkboys remix – 2011 (Overmind Tracks)
- Beep beep (blasterz) – hotfunkboys remix – 2012 (Overmind Tracks)
- Revenge (blasterz) – hotfunkboys remix – 2012 (Overmind Tracks)
- Bleeding knees (blasterz) – hotfunkboys remix – 2012 (Overmind Tracks)
- Lighter (blasterz) – hotfunkboys remix – 2012 (Overmind Tracks)
- Lighter (blasterz) – MelillaVoX & HOTFUNKBOYS – MelillaVoX remix – 2012 (Overmind Tracks)
- Lighter (blasterz) – MelillaVoX & HOTFUNKBOYS – Elektro MelillaVoX remix – 2012 (Overmind Tracks)